# Décès en 1235
Décès
- 1231
- 1232
- 1233
- 1234
- 1235
- 1236
- 1237
- 1238
- 1239

Cette page dresse une liste de personnalités mortes au cours de l'année 1235 :
- 23 janvier : Ibn al-Farid, poète soufi au Caire[1].
- 29 mars : Marie de Souabe, noble belge.
- 23 avril : Kujō Norizane, kugyō ou noble de la cour impériale japonaise de l'époque de Kamakura.
- 19 juillet : Htilominlo, ou Nandaungmya, huitième souverain du Royaume de Pagan, en Birmanie.
- 5 septembre : Henri Ier de Brabant, duc de Brabant, comte de Louvain, marquis d'Anvers et duc de Basse-Lotharingie.
- 21 septembre[2] : André II de Hongrie, dit André II le Hiérosolymitain, roi de Hongrie.

- Aimar, évêque de Maurienne puis archevêque d'Embrun.
- Andronic Ier Gidos, empereur de Trébizonde.
- Bernard Chabert, archevêque d'Embrun.
- Ezzelino II, seigneur de l'actuelle commune de Romano d'Ezzelino, située dans la province de Vicence en Vénétie.
- Isaac l'Aveugle, ou Itzhak Saggi Nahor, kabbalistes juif.
- Maurice, archevêque de Rouen.
- Omar Sohrawardi, shaykh soufi.

## Crédit d'auteurs
- Cet article est partiellement ou en totalité issu de l'article intitulé « 1235 » (voir la liste des auteurs).